# Real Madrid Club de Fútbol 2024-2025
Questa voce raccoglie le informazioni riguardanti il Real Madrid Club de Fútbol nelle competizioni ufficiali della stagione 2024-2025.

## Maglie e sponsor
Il fornitore tecnico per la stagione 2024-2025 è Adidas, mentre il main sponsor è Emirates, lo sleeve sponsor è hp.
|  | Casa | Trasferta | Terza divisa |

## Rosa
Rosa e numerazione aggiornate al 13 giugno 2025.
| N. |                        | Ruolo | Calciatore                      |
| -- | ---------------------- | ----- | ------------------------------- |
| 1  | Belgio (bandiera)      | P     | Thibaut Courtois                |
| 2  | Spagna (bandiera)      | D     | Daniel Carvajal (vice capitano) |
| 3  | Brasile (bandiera)     | D     | Éder Militão                    |
| 4  | Austria (bandiera)     | D     | David Alaba                     |
| 5  | Inghilterra (bandiera) | C     | Jude Bellingham                 |
| 6  | Francia (bandiera)     | C     | Eduardo Camavinga               |
| 7  | Brasile (bandiera)     | A     | Vinícius Júnior                 |
| 8  | Uruguay (bandiera)     | C     | Federico Valverde               |
| 9  | Francia (bandiera)     | A     | Kylian Mbappé                   |
| 10 | Croazia (bandiera)     | C     | Luka Modrić (capitano)          |
| 11 | Brasile (bandiera)     | A     | Rodrygo                         |
| 12 | Inghilterra (bandiera) | D     | Trent Alexander-Arnold          |
| 13 | Ucraina (bandiera)     | P     | Andrij Lunin                    |

| N. |                     | Ruolo | Calciatore          |
| -- | ------------------- | ----- | ------------------- |
| 14 | Francia (bandiera)  | C     | Aurélien Tchouaméni |
| 15 | Turchia (bandiera)  | C     | Arda Güler          |
| 16 | Brasile (bandiera)  | A     | Endrick             |
| 17 | Spagna (bandiera)   | D     | Lucas Vázquez       |
| 18 | Spagna (bandiera)   | D     | Jesús Vallejo       |
| 19 | Spagna (bandiera)   | C     | Dani Ceballos       |
| 20 | Spagna (bandiera)   | D     | Fran García         |
| 21 | Marocco (bandiera)  | C     | Brahim Díaz         |
| 22 | Germania (bandiera) | D     | Antonio Rüdiger     |
| 23 | Francia (bandiera)  | D     | Ferland Mendy       |
| 24 | Spagna (bandiera)   | D     | Dean Huijsen        |
| 26 | Spagna (bandiera)   | P     | Fran González       |
| 30 | Spagna (bandiera)   | A     | Gonzalo García      |
| 35 | Spagna (bandiera)   | D     | Raúl Asencio        |
| 44 | Spagna (bandiera)   | A     | Víctor Muñoz        |

## Calciomercato

### Sessione estiva
| Acquisti         | Acquisti      | Acquisti            | Acquisti                          |
| R.               | Nome          | da                  | Modalità                          |
| ---------------- | ------------- | ------------------- | --------------------------------- |
| A                | Endrick       | Palmeiras           | definitivo (47,5 milioni €)       |
| A                | Joselu        | Espanyol            | riscatto prestito (1,5 milioni €) |
| A                | Kylian Mbappé | Paris Saint-Germain | svincolato                        |
| Altre operazioni |               |                     |                                   |
| D                | Rafa Marín    | Alavés              | fine prestito                     |
| D                | Jesús Vallejo | Granada             | fine prestito                     |
| C                | Reinier       | Frosinone           | fine prestito                     |
| A                | Juanmi Latasa | Getafe              | fine prestito                     |

| Cessioni         | Cessioni          | Cessioni        | Cessioni                   |
| R.               | Nome              | a               | Modalità                   |
| ---------------- | ----------------- | --------------- | -------------------------- |
| P                | Lucas Cañizares   | Farense         | definitivo                 |
| D                | Rafa Marín        | Napoli          | definitivo (12 milioni €)  |
| D                | Nacho             | Al-Qadisiya     | svincolato                 |
| C                | Toni Kroos        |                 | fine carriera              |
| C                | Reinier           | Granada         | prestito                   |
| C                | Nico Paz          | Como            | definitivo (6 milioni €)   |
| A                | Joselu            | Al-Gharafa      | definitivo (1,5 milioni €) |
| Altre operazioni |                   |                 |                            |
| R.               | Nome              | da              | Modalità                   |
| P                | Kepa Arrizabalaga | Chelsea         | fine prestito              |
| A                | Juanmi Latasa     | Real Valladolid | definitivo                 |
| A                | Álvaro Rodríguez  | Getafe          | prestito                   |

### Sessione invernale
| Acquisti         | Acquisti         | Acquisti         | Acquisti         |
| R.               | Nome             | da               | Modalità         |
| Altre operazioni | Altre operazioni | Altre operazioni | Altre operazioni |
| R.               | Nome             | da               | Modalità         |
| ---------------- | ---------------- | ---------------- | ---------------- |

| Cessioni         | Cessioni         | Cessioni         | Cessioni         |
| R.               | Nome             | a                | Modalità         |
| Altre operazioni | Altre operazioni | Altre operazioni | Altre operazioni |
| R.               | Nome             | da               | Modalità         |
| ---------------- | ---------------- | ---------------- | ---------------- |

### Sessione primaverile (dall'1/6 al 10/6)
| Acquisti         | Acquisti               | Acquisti    | Acquisti                    |
| R.               | Nome                   | da          | Modalità                    |
| ---------------- | ---------------------- | ----------- | --------------------------- |
| D                | Dean Huijsen           | Bournemouth | definitivo (59,5 milioni €) |
| D                | Trent Alexander-Arnold | Liverpool   | definitivo (10 milioni €)   |
| Altre operazioni |                        |             |                             |
| R.               | Nome                   | da          | Modalità                    |

| Cessioni         | Cessioni         | Cessioni         | Cessioni         |
| R.               | Nome             | a                | Modalità         |
| Altre operazioni | Altre operazioni | Altre operazioni | Altre operazioni |
| R.               | Nome             | da               | Modalità         |
| ---------------- | ---------------- | ---------------- | ---------------- |

## Risultati

### Primera División

#### Girone di andata
| Arbitro: | Soto Grado |

|            |           |             |
| Muriqi 53’ | Marcatori | 13’ Rodrygo |

| Arbitro: | García Verdura |

|                                     |           |  |
| Valverde 50’ Díaz 88’ Endrick 90+6’ | Marcatori |  |

| Arbitro: | Busquets Ferrer |

|            |           |                     |
| Moleiro 5’ | Marcatori | 69’ (rig.) Vinícius |

| Arbitro: | Alberola Rojas |

|                        |           |  |
| Mbappé 67’, 75’ (rig.) | Marcatori |  |

| Arbitro: | Martínez Munuera |

|  |           |                                       |
|  | Marcatori | 58’ (rig.) Vinícius 75’ (rig.) Mbappé |

| Arbitro: | Munuera Montero |

|                                                         |           |                     |
| Carvajal 58’ Rodrygo 75’ Vinícius 78’ Mbappé 90’ (rig.) | Marcatori | 54’ (aut.) Courtois |

| Arbitro: | Muñiz Ruiz |

|                                      |           |                        |
| L. Vázquez 1’ Mbappé 40’ Rodrygo 48’ | Marcatori | 85’ Benavídez 86’ Kike |

| Arbitro: | Busquets Ferrer |

|              |           |             |
| Correa 90+5’ | Marcatori | 64’ Militão |

| Arbitro: | Cuadra Fernández |

|                           |           |  |
| Valverde 14’ Vinícius 73’ | Marcatori |  |

| Arbitro: | Hernández Hernández |

|              |           |                         |
| Swedberg 51’ | Marcatori | 20’ Mbappé 66’ Vinícius |

| Arbitro: | Sánchez Martínez |

|  |           |                                             |
|  | Marcatori | 54’, 56’ Lewandowski 77’ Yamal 84’ Raphinha |

| Arbitro: | Soto Grado |

|          |           |                             |
| Duro 27’ | Marcatori | 85’ Modrić 90+5’ Bellingham |

| Arbitro: | Melero López |

|                                       |           |  |
| Vinícius 34’, 61’, 69’ Bellingham 42’ | Marcatori |  |

| Arbitro: | Alberola Rojas |

|  |           |                                        |
|  | Marcatori | 43’ Mbappé 66’ Valverde 85’ Bellingham |

| Arbitro: | Hernández Hernández |

|                                  |           |  |
| Bellingham 30’ (rig.) Mbappé 38’ | Marcatori |  |

| Arbitro: | Gil Manzano |

|  |           |                                     |
|  | Marcatori | 36’ Bellingham 55’ Güler 62’ Mbappé |

| Arbitro: | Martínez Munuera |

|                                     |           |                                         |
| Unai López 4’ Mumin 36’ Palazón 64’ | Marcatori | 39’ Valverde 45’ Bellingham 56’ Rodrygo |

| Arbitro: | De Mera Escuderos |

|                                              |           |                             |
| Mbappé 10’ Valverde 20’ Rodrygo 34’ Díaz 53’ | Marcatori | 35’ I. Romero 85’ Lukebakio |

| Arbitro: | Sánchez Martínez |

|                            |           |                |
| Berenguer 53’ Guruzeta 80’ | Marcatori | 78’ Bellingham |

#### Girone di ritorno
| Arbitro: | Quintero González |

|                                             |           |                |
| Mbappé 18’ (rig.), 36’ Díaz 33’ Rodrygo 57’ | Marcatori | 1’ Fábio Silva |

| Arbitro: | Busquets Ferrer |

|  |           |                               |
|  | Marcatori | 30’, 57’, 90+1’ (rig.) Mbappé |

| Arbitro: | Muñiz Ruiz |

|               |           |  |
| C. Romero 85’ | Marcatori |  |

| Arbitro: | Soto Grado |

|            |           |                       |
| Mbappé 50’ | Marcatori | 35’ (rig.) J. Álvarez |

| Arbitro: | Munuera Montero |

|                    |           |            |
| Budimir 58’ (rig.) | Marcatori | 15’ Mbappé |

| Arbitro: | Cuadra Fernández |

|                         |           |  |
| Modrić 41’ Vinícius 83’ | Marcatori |  |

| Arbitro: | Hernández Hernández |

|                            |           |          |
| Johnny 34’ Isco 54’ (rig.) | Marcatori | 10’ Díaz |

| Arbitro: | Hernández Maeso |

|                         |           |                  |
| Mbappé 30’ Vinícius 34’ | Marcatori | 45+2’ Pedro Díaz |

| Arbitro: | Gil Manzano |

|          |           |                 |
| Foyth 7’ | Marcatori | 17’, 23’ Mbappé |

| Arbitro: | González Fuertes |

|                                       |           |                        |
| Mbappé 32’ (rig.), 76’ Bellingham 47’ | Marcatori | 33’ D. García 41’ Raba |

| Arbitro: | Cuadra Fernández |

|              |           |                         |
| Vinícius 50’ | Marcatori | 15’ Diakhaby 90+5’ Duro |

| Arbitro: | Soto Grado |

|  |           |               |
|  | Marcatori | 34’ Camavinga |

| Arbitro: | Martínez Munuera |

|                |           |  |
| Valverde 90+3’ | Marcatori |  |

| Arbitro: | Sánchez Martínez |

|  |           |           |
|  | Marcatori | 21’ Güler |

| Arbitro: | Gil Manzano |

|                           |           |                                 |
| Güler 33’ Mbappé 39’, 48’ | Marcatori | 69’ Javi Rodríguez 76’ Swedberg |

| Arbitro: | Hernández Hernández |

|                                           |           |                            |
| E. García 19’ Yamal 32’ Raphinha 34’, 45’ | Marcatori | 5’ (rig.), 14’, 70’ Mbappé |

| Arbitro: | Alberola Rojas |

|                        |           |             |
| Mbappé 68’ Ramón 90+5’ | Marcatori | 11’ Valjent |

| Arbitro: | Busquets Ferrer |

|  |           |                           |
|  | Marcatori | 75’ Mbappé 87’ Bellingham |

| Arbitro: | Melero López |

|                 |           |  |
| Mbappé 38’, 83’ | Marcatori |  |

### Copa del Rey
| Arbitro: | Alberola Rojas |

|  |           |                                                     |
|  | Marcatori | 5’ Valverde 13’ Camavinga 28’, 88’ Güler 55’ Modrić |

| Arbitro: | Munuera Montero |

|                                                          |           |                                  |
| Mbappé 37’ Vinícius 48’ Endrick 108’, 119’ Valverde 112’ | Marcatori | 83’ Bamba 90+1’ (rig.) M. Alonso |

| Arbitro: | Alberola Rojas |

|                      |           |                                        |
| Cruz 39’ (rig.), 59’ | Marcatori | 18’ Modrić 25’ Endrick 90+3’ G. García |

| Arbitro: | Sánchez Martínez |

|  |           |             |
|  | Marcatori | 19’ Endrick |

| Arbitro: | Alberola Rojas |

|                                                        |           |                                                       |
| Endrick 30’ Bellingham 82’ Tchouaméni 86’ Rüdiger 115’ | Marcatori | 16’ Barrenetxea 72’ (aut.) Alaba 80’, 90+3’ Oyarzabal |

| Arbitro: | Ricardo Bengoetxea |

|                                  |           |                           |
| Pedri 28’ Torres 84’ Koundé 116’ | Marcatori | 70’ Mbappé 77’ Tchouaméni |

### Supercopa de España
| Arbitro: | De Burgos Bengoetxea |

|                                                   |           |  |
| Bellingham 63’ Valjent 90+2’ (aut.) Rodrygo 90+5’ | Marcatori |  |

| Arbitro: | Gil Manzano |

|                       |           |                                                                 |
| Mbappé 5’ Rodrygo 60’ | Marcatori | 22’ Yamal 36’ (rig.) Lewandowski 39’, 48’ Raphinha 45+10’ Balde |

### UEFA Champions League

#### Fase campionato
| Arbitro: | Umut Meler |

|                                      |           |           |
| Mbappé 46’ Rüdiger 83’ Endrick 90+5’ | Marcatori | 68’ Undav |

| Arbitro: | Mariani |

|                    |           |  |
| David 45+3’ (rig.) | Marcatori |  |

| Arbitro: | Kovács |

|                                                     |           |                       |
| Rüdiger 60’ Vinícius 63’, 86’, 90+3’ L. Vázquez 83’ | Marcatori | 30’ Malen 34’ Gittens |

| Arbitro: | Vinčić |

|                     |           |                                    |
| Vinícius 23’ (rig.) | Marcatori | 12’ Thiaw 39’ Morata 73’ Reijnders |

| Arbitro: | Letexier |

|                            |           |  |
| Mac Allister 52’ Gakpo 76’ | Marcatori |  |

| Arbitro: | Marciniak |

|                                       |           |                                        |
| De Ketelaere 45+2’ (rig.) Lookman 65’ | Marcatori | 10’ Mbappé 56’ Vinícius 59’ Bellingham |

| Arbitro: | Nyberg |

|                                               |           |              |
| Rodrygo 23’, 34’ Mbappé 48’ Vinícius 55’, 77’ | Marcatori | 85’ Bidstrup |

| Arbitro: | Eskås |

|  |           |                                 |
|  | Marcatori | 27’, 78’ Rodrygo 56’ Bellingham |

#### Fase a eliminazione diretta

##### Spareggi
| Arbitro: | Turpin |

|                         |           |                                      |
| Haaland 19’, 80’ (rig.) | Marcatori | 60’ Mbappé 86’ Díaz 90+2’ Bellingham |

| Arbitro: | Kovács |

|                     |           |                   |
| Mbappé 4’, 33’, 61’ | Marcatori | 90+2’ N. González |

##### Ottavi di finale
| Arbitro: | Turpin |

|                     |           |                |
| Rodrygo 4’ Díaz 55’ | Marcatori | 32’ J. Álvarez |

| Arbitro: | Marciniak |

|                                       |                      |                                               |
| Gallagher 1’                          | Marcatori            |                                               |
| Sørloth J. Álvarez Á. Correa Llorente | Tiri di rigore 2 – 4 | Mbappé Bellingham Valverde L. Vázquez Rüdiger |

##### Quarti di finale
| Arbitro: | Peljto |

|                          |           |  |
| Rice 58’, 70’ Merino 75’ | Marcatori |  |

| Arbitro: | Letexier |

|              |           |                           |
| Vinícius 67’ | Marcatori | 65’ Saka 90+3’ Martinelli |

### Supercoppa UEFA
| Arbitro: | Schärer |

|                         |           |  |
| Valverde 59’ Mbappé 68’ | Marcatori |  |

### Coppa Intercontinentale FIFA
| Arbitro: | Valenzuela |

|                                            |           |  |
| Mbappé 37’ Rodrygo 53’ Vinícius 84’ (rig.) | Marcatori |  |

### Coppa del mondo per club FIFA

#### Fase a gironi
| Arbitro: | Tello |

|               |           |                  |
| G. García 34’ | Marcatori | 41’ (rig.) Neves |

| Arbitro: | Abatti |

|                                       |           |             |
| Bellingham 35’ Güler 43’ Valverde 70’ | Marcatori | 80’ Montiel |

| Arbitro: | Beida |

|  |           |                                           |
|  | Marcatori | 40’ Vinícius 45+3’ Valverde 84’ G. García |

#### Ottavi di finale
| Arbitro: | Marciniak |

|               |           |  |
| G. García 54’ | Marcatori |  |

#### Quarti di finale
| Arbitro: | Abatti |

|                                          |           |                                   |
| G. Garcìa 10’ F. Garcìa 20’ Mbappè 90+4’ | Marcatori | 90+3’ Beier 90+8’ (rig.) Guirassy |

#### Semifinale
| Arbitro: | Marciniak |

|                                     |           |  |
| Fabián 6’, 24’ Dembélé 9’ Ramos 87’ | Marcatori |  |

## Statistiche finali

### Statistiche di squadra
| Competizione             | Punti | In casa | In casa | In casa | In casa | In casa | In casa | In trasferta | In trasferta | In trasferta | In trasferta | In trasferta | In trasferta | In campo neutro | In campo neutro | In campo neutro | In campo neutro | In campo neutro | In campo neutro | Totale | Totale | Totale | Totale | Totale | Totale | DR  |
| Competizione             | Punti | G       | V       | N       | P       | Gf      | Gs      | G            | V            | N            | P            | Gf           | Gs           | G               | V               | N               | P               | Gf              | Gs              | G      | V      | N      | P      | Gf     | Gs     | DR  |
| ------------------------ | ----- | ------- | ------- | ------- | ------- | ------- | ------- | ------------ | ------------ | ------------ | ------------ | ------------ | ------------ | --------------- | --------------- | --------------- | --------------- | --------------- | --------------- | ------ | ------ | ------ | ------ | ------ | ------ | --- |
| Liga                     | 84    | 19      | 16      | 1       | 2       | 45      | 19      | 19           | 10           | 5            | 4            | 33           | 19           | -               | -               | -               | -               | -               | -               | 38     | 26     | 6      | 6      | 78     | 38     | +40 |
| Coppa del Re             | -     | 2       | 1       | 1       | 0       | 12      | 6       | 3            | 3            | 0            | 0            | 9            | 2            | 1               | 0               | 0               | 1               | 2               | 3               | 6      | 4      | 1      | 1      | 23     | 11     | +12 |
| Champions League         | 15    | 7       | 5       | 0       | 2       | 20      | 11      | 7            | 3            | 0            | 4            | 9            | 11           | -               | -               | -               | -               | -               | -               | 14     | 8      | 0      | 6      | 29     | 22     | +7  |
| Supercopa de España      | -     | -       | -       | -       | -       | -       | -       | -            | -            | -            | -            | -            | -            | 2               | 1               | 0               | 1               | 5               | 5               | 2      | 1      | 0      | 1      | 5      | 5      | 0   |
| Supercoppa UEFA          | -     | -       | -       | -       | -       | -       | -       | -            | -            | -            | -            | -            | -            | 1               | 1               | 0               | 0               | 2               | 0               | 1      | 1      | 0      | 0      | 2      | 0      | +2  |
| Coppa Intercontinentale  | -     | -       | -       | -       | -       | -       | -       | -            | -            | -            | -            | -            | -            | 1               | 1               | 0               | 0               | 3               | 0               | 1      | 1      | 0      | 0      | 3      | 0      | +3  |
| Coppa del mondo per club | -     | -       | -       | -       | -       | -       | -       | -            | -            | -            | -            | -            | -            | 6               | 4               | 1               | 1               | 11              | 8               | 6      | 4      | 1      | 1      | 11     | 8      | +3  |
| Totale                   | -     | 27      | 22      | 2       | 3       | 73      | 33      | 29           | 17           | 5            | 8            | 50           | 32           | 11              | 7               | 1               | 3               | 23              | 16              | 68     | 45     | 8      | 15     | 148    | 84     | +64 |

### Andamento in campionato
| Giornata  | 1  | 2 | 3 | 4 | 5 | 6 | 7 | 8 | 9 | 10 | 11 | 12 | 13 | 14 | 15 | 16 | 17 | 18 | 19 | 20 | 21 | 22 | 23 | 24 | 25 | 26 | 27 | 28 | 29 | 30 | 31 | 32 | 33 | 34 | 35 | 36 | 37 | 38 |
| --------- | -- | - | - | - | - | - | - | - | - | -- | -- | -- | -- | -- | -- | -- | -- | -- | -- | -- | -- | -- | -- | -- | -- | -- | -- | -- | -- | -- | -- | -- | -- | -- | -- | -- | -- | -- |
| Luogo     | T  | C | T | C | T | C | C | T | C | T  | C  | T  | C  | T  | C  | T  | T  | C  | T  | C  | T  | T  | C  | T  | C  | T  | C  | T  | C  | C  | T  | C  | T  | C  | T  | C  | T  | C  |
| Risultato | N  | V | N | V | V | V | V | N | V | V  | P  | V  | V  | V  | V  | V  | N  | V  | P  | V  | V  | P  | N  | N  | V  | P  | V  | V  | V  | P  | V  | V  | V  | V  | P  | V  | V  | V  |
| Posizione | 10 | 2 | 4 | 2 | 2 | 2 | 2 | 2 | 2 | 2  | 2  | 2  | 2  | 2  | 2  | 1  | 2  | 2  | 2  | 1  | 1  | 1  | 1  | 2  | 2  | 3  | 2  | 2  | 2  | 2  | 2  | 2  | 2  | 2  | 2  | 2  | 2  | 2  |

Legenda:

Luogo: C = Casa; T = Trasferta. Risultato: V = Vittoria; N = Pareggio; P = Sconfitta.

### Andamento in Champions League
| Giornata  | 1 | 2  | 3  | 4  | 5  | 6  | 7  | 8  |
| --------- | - | -- | -- | -- | -- | -- | -- | -- |
| Luogo     | C | T  | C  | C  | T  | T  | C  | T  |
| Risultato | V | P  | V  | P  | P  | V  | V  | V  |
| Posizione | 9 | 17 | 12 | 18 | 24 | 21 | 16 | 11 |

Legenda:

Luogo: C = Casa; T = Trasferta. Risultato: V = Vittoria; N = Pareggio; P = Sconfitta.

### Statistiche dei giocatori
| Giocatore           | Liga     | Liga | Liga        | Liga       | Coppa del Re | Coppa del Re | Coppa del Re | Coppa del Re | Champions League | Champions League | Champions League | Champions League | Supercoppa di Spagna + Supercoppa UEFA + Coppa Intercontinentale FIFA + Coppa del Mondo FIFA | Supercoppa di Spagna + Supercoppa UEFA + Coppa Intercontinentale FIFA + Coppa del Mondo FIFA | Supercoppa di Spagna + Supercoppa UEFA + Coppa Intercontinentale FIFA + Coppa del Mondo FIFA | Supercoppa di Spagna + Supercoppa UEFA + Coppa Intercontinentale FIFA + Coppa del Mondo FIFA | Totale   | Totale | Totale      | Totale     |
| Giocatore           | Presenze | Reti | Ammonizioni | Espulsioni | Presenze     | Reti         | Ammonizioni  | Espulsioni   | Presenze         | Reti             | Ammonizioni      | Espulsioni       | Presenze                                                                                     | Reti                                                                                         | Ammonizioni                                                                                  | Espulsioni                                                                                   | Presenze | Reti   | Ammonizioni | Espulsioni |
| ------------------- | -------- | ---- | ----------- | ---------- | ------------ | ------------ | ------------ | ------------ | ---------------- | ---------------- | ---------------- | ---------------- | -------------------------------------------------------------------------------------------- | -------------------------------------------------------------------------------------------- | -------------------------------------------------------------------------------------------- | -------------------------------------------------------------------------------------------- | -------- | ------ | ----------- | ---------- |
| D. Aguado           | 0        | 0    | 0           | 0          | 1            | 0            | 0            | 0            | 0                | 0                | 0                | 0                | 0+0+0+0                                                                                      | 0                                                                                            | 0                                                                                            | 0                                                                                            | 1        | 0      | 0           | 0          |
| L. Aguado           | 2        | 0    | 0           | 0          | 1            | 0            | 0            | 0            | 0                | 0                | 0                | 0                | 0+0+0+0                                                                                      | 0                                                                                            | 0                                                                                            | 0                                                                                            | 3        | 0      | 0           | 0          |
| D. Alaba            | 7        | 0    | 1           | 0          | 1            | 0            | 0            | 0            | 5                | 0                | 1                | 0                | 0                                                                                            | 0                                                                                            | 0                                                                                            | 0                                                                                            | 13       | 0      | 2           | 0          |
| T. Alexander-Arnold | -        | -    | -           | -          | -            | -            | -            | -            | -                | -                | -                | -                | 0+0+0+5                                                                                      | 0                                                                                            | 0                                                                                            | 0                                                                                            | 5        | 0      | 0           | 0          |
| C. Andrés           | 2        | 0    | 0           | 0          | 1            | 0            | 0            | 0            | 0                | 0                | 0                | 0                | 0+0+0+0                                                                                      | 0                                                                                            | 0                                                                                            | 0                                                                                            | 3        | 0      | 0           | 0          |
| R. Asencio          | 23       | 0    | 12          | 0          | 6            | 0            | 2            | 0            | 10               | 0                | 2                | 0                | 2+0+1+4                                                                                      | 0                                                                                            | 1+0+0+0                                                                                      | 0+0+0+1                                                                                      | 46       | 0      | 17          | 1          |
| J. Bellingham       | 31       | 9    | 5           | 1          | 4            | 1            | 1            | 1            | 13               | 3                | 3                | 0                | 2+1+1+6                                                                                      | 1+0+0+1                                                                                      | 1+1+0+1                                                                                      | 0                                                                                            | 58       | 15     | 12          | 2          |
| E. Camavinga        | 19       | 1    | 2           | 0          | 4            | 1            | 1            | 0            | 9                | 0                | 4                | 1                | 2+0+1+0                                                                                      | 0                                                                                            | 2+0+0+0                                                                                      | 0                                                                                            | 35       | 2      | 9           | 1          |
| D. Carvajal         | 8        | 1    | 1           | 0          | 0            | 0            | 0            | 0            | 2                | 0                | 0                | 0                | 0+1+0+1                                                                                      | 0                                                                                            | 0+0+0+1                                                                                      | 0                                                                                            | 12       | 1      | 2           | 0          |
| D. Ceballos         | 23       | 0    | 4           | 0          | 5            | 0            | 0            | 0            | 9                | 0                | 1                | 0                | 2+1+1+4                                                                                      | 0                                                                                            | 0                                                                                            | 0                                                                                            | 45       | 0      | 5           | 0          |
| T. Courtois         | 30       | -28  | 1           | 0          | 1            | -3           | 0            | 0            | 12               | -18              | 0                | 0                | 2+1+1+6                                                                                      | -13                                                                                          | 0                                                                                            | 0                                                                                            | 53       | -62    | 1           | 0          |
| B. Díaz             | 31       | 4    | 0           | 0          | 5            | 0            | 0            | 0            | 11               | 1                | 1                | 0                | 2+1+1+4                                                                                      | 0                                                                                            | 0                                                                                            | 0                                                                                            | 55       | 5      | 1           | 0          |
| F. García           | 31       | 0    | 0           | 0          | 5            | 0            | 0            | 0            | 9                | 0                | 0                | 0                | 1+0+1+6                                                                                      | 0+0+0+1                                                                                      | 0                                                                                            | 0                                                                                            | 53       | 1      | 0           | 0          |
| G. García           | 3        | 0    | 0           | 0          | 1            | 1            | 0            | 0            | 0                | 0                | 0                | 0                | 0+0+0+5                                                                                      | 0+0+0+4                                                                                      | 0                                                                                            | 0                                                                                            | 9        | 5      | 0           | 0          |
| Endrick             | 22       | 1    | 1           | 0          | 6            | 5            | 1            | 0            | 9                | 1                | 2                | 0                | 0                                                                                            | 0                                                                                            | 0                                                                                            | 0                                                                                            | 37       | 7      | 4           | 0          |
| F. González         | 1        | -2   | 0           | 0          | 0            | -0           | 0            | 0            | 0                | -0               | 0                | 0                | 0                                                                                            | -0                                                                                           | 0                                                                                            | 0                                                                                            | 1        | -2     | 0           | 0          |
| A. Güler            | 28       | 3    | 1           | 0          | 6            | 2            | 0            | 0            | 7                | 0                | 0                | 0                | 0+1+1+6                                                                                      | 0+0+0+1                                                                                      | 0                                                                                            | 0                                                                                            | 49       | 6      | 1           | 0          |
| D. Huijsen          | -        | -    | -           | -          | -            | -            | -            | -            | -                | -                | -                | -                | 0+0+0+5                                                                                      | 0                                                                                            | 0                                                                                            | 0+0+0+1                                                                                      | 5        | 0      | 0           | 1          |
| A. Lunin            | 7        | -7   | 0           | 0          | 5            | -8           | 0            | 0            | 2                | -4               | 0                | 0                | 0                                                                                            | -0                                                                                           | 0                                                                                            | 0                                                                                            | 14       | -19    | 0           | 0          |
| F. Mendy            | 14       | 0    | 1           | 1          | 2            | 0            | 0            | 0            | 11               | 0                | 1                | 0                | 1+1+1+0                                                                                      | 0                                                                                            | 0                                                                                            | 0                                                                                            | 30       | 0      | 2           | 1          |
| K. Mbappé           | 34       | 31   | 3           | 1          | 4            | 2            | 0            | 0            | 14               | 7                | 1                | 0                | 2+1+1+3                                                                                      | 1+1+1+1                                                                                      | 0+0+0+1                                                                                      | 0                                                                                            | 59       | 44     | 5           | 1          |
| E. Militão          | 12       | 1    | 2           | 0          | 0            | 0            | 0            | 0            | 4                | 0                | 2                | 0                | 0+1+0+1                                                                                      | 0                                                                                            | 0                                                                                            | 0                                                                                            | 18       | 1      | 4           | 0          |
| L. Modrić           | 35       | 2    | 7           | 0          | 5            | 2            | 2            | 0            | 14               | 0                | 2                | 0                | 1+1+1+6                                                                                      | 0                                                                                            | 0                                                                                            | 0                                                                                            | 63       | 4      | 11          | 0          |
| V. Muñoz            | 2        | 0    | 0           | 0          | 0            | 0            | 0            | 0            | 0                | 0                | 0                | 0                | 0+0+0+2                                                                                      | 0                                                                                            | 0                                                                                            | 0                                                                                            | 4        | 0      | 0           | 0          |
| J. Ramón            | 3        | 1    | 1           | 0          | 1            | 0            | 1            | 0            | 1                | 0                | 0                | 0                | 0+0+0+1                                                                                      | 0                                                                                            | 0                                                                                            | 0                                                                                            | 6        | 1      | 2           | 0          |
| Rodrygo             | 30       | 6    | 0           | 0          | 4            | 0            | 0            | 0            | 12               | 5                | 0                | 0                | 1+1+1+3                                                                                      | 2+0+1+0                                                                                      | 0                                                                                            | 0                                                                                            | 52       | 14     | 0           | 0          |
| A. Rüdiger          | 29       | 0    | 3           | 0          | 4            | 1            | 0            | 1            | 13               | 2                | 3                | 0                | 2+1+1+5                                                                                      | 0                                                                                            | 1+0+0+0                                                                                      | 0                                                                                            | 55       | 3      | 7           | 1          |
| A. Tchouaméni       | 31       | 0    | 4           | 0          | 5            | 2            | 1            | 0            | 11               | 0                | 3                | 0                | 2+1+1+6                                                                                      | 0                                                                                            | 1+0+0+1                                                                                      | 0                                                                                            | 57       | 2      | 10          | 0          |
| F. Valverde         | 36       | 6    | 4           | 0          | 5            | 2            | 0            | 0            | 14               | 0                | 0                | 0                | 2+1+1+6                                                                                      | 0+1+0+2                                                                                      | 0                                                                                            | 0                                                                                            | 65       | 11     | 4           | 0          |
| J. Vallejo          | 4        | 0    | 0           | 0          | 0            | 0            | 0            | 0            | 0                | 0                | 0                | 0                | 0+0+0                                                                                        | 0                                                                                            | 0                                                                                            | 0                                                                                            | 4        | 0      | 0           | 0          |
| L. Vázquez          | 32       | 1    | 4           | 0          | 4            | 0            | 0            | 1            | 10               | 1                | 4                | 0                | 2+1+1+2                                                                                      | 0                                                                                            | 0                                                                                            | 0                                                                                            | 52       | 2      | 8           | 1          |
| Vinícius            | 30       | 11   | 8           | 1          | 6            | 1            | 1            | 0            | 12               | 8                | 4                | 0                | 2+1+1+6                                                                                      | 0+0+1+1                                                                                      | 1+0+1+1                                                                                      | 0                                                                                            | 58       | 22     | 16          | 1          |
| D. Yanez            | 1        | 0    | 0           | 0          | 0            | 0            | 0            | 0            | 0                | 0                | 0                | 0                | 0+0+0                                                                                        | 0                                                                                            | 0                                                                                            | 0                                                                                            | 1        | 0      | 0           | 0          |